# 托马斯·默顿
托马斯·默顿（英語：Thomas Merton；1915年1月31日—1968年12月10日），是美国的天主教作家和神秘主义者。他是肯塔基州的盖斯塞曼尼修道院的苦修士，他也是一个诗人，社会活动家和比较宗教学的学习者。1949年，他被任命为神父，并给予了名字神父路易斯。
默顿著有超过70本书，主要是关于精神，社会正義及和平主义，以及一些散文和评论。默顿的最著名的作品是他的畅销自传的《七重山》（1948）， 此书还被《国民评论》评为本世纪100本最佳非小说类书籍之列。默顿是宗教之间相互理解的的积极支持者。他开创了和杰出的亚洲精神人物的对话，包括达赖喇嘛，日本作家铃木大拙，泰国僧人佛使比丘，和越南僧人一行禅师，并撰写了关于禅宗佛教，道教书籍。